# 언내추럴
《언내추럴》(アンナチュラル)은 2018년 1월 12일부터 3월 16일까지 방송된 이시하라 사토미 주연의 TBS 계열 금요드라마이다. 부자연스러운 사인으로 사망에 이른 사람들의 뒤에 숨겨진 진실을 풀어나가는 법의학 수사 드라마로, 후생노동성이 설립한 '부자연사 규명 연구소(UDI, Unnatural Death Investigation)'라는 가상의 공간을 중심으로 사건이 펼쳐진다.
아라이 준코 PD와 츠카하라 아유코 PD는 일본에 30만 명의 의사가 있지만 그 중 부검의는 170명에 불과하다는 사실을 알게 된 후 이 드라마를 구상하게 되었다. '죽음의 이면에 남겨진 진실을 성찰하며 남은 자들이 앞날을 살아갈 수 있는 힘을 얻는다'는 주제의식을 바탕으로, 법의학이라는 학문에 대한 사회적 편견과 주인공이 여성이라는 이유로 마주하는 성 차별을 함께 보여준다.

## 등장인물

### UDI 라보

#### 미스미 미코토 -이시하라 사토미
33세의 UDI 라보 소속 법의학자로, 부검 실적은 1500건이다.

#### 나카도 케이 -이우라 아라타
41세의 UDI 라보 소속 법의학자로, 부검 실적은 3000건이다.

#### 쇼지 유코 -이치카와 미카코
35세의 UDI 라보 소속 임상병리사이다.

#### 쿠베 로쿠로 -쿠보타 마사타카
26세의 UDI 라보 소속 기록 보조 알바생이자 의대 휴학생이다.

#### 카미쿠라 야스오 -마츠시게 유타카
55세의 후생노동성 출신 UDI 라보 연구소장이다.

### 그 외 인물
- 사카모토 마코토 - 이이오 카즈키
- 키바야시 나구모 - 류세이 료
- 미스미 나츠요 - 야쿠시마루 히로코
- 미스미 아키히코 - 오가사와라 카이
- 스에츠구 코스케 - 이케다 테츠히로
- 시시도 리이치 - 키타무라 유키야
- 모리 타다하루 - 오오쿠라 코지
- 무코지마 스스무 - 요시다 우론타

## 방송 일자[4]
| 방송횟수                                           | 방송일          | 부제                 | 원부제           | 시청률 |
| -------------------------------------------------- | --------------- | -------------------- | ---------------- | ------ |
| 제1화                                              | 2018년 1월 12일 | 이름 없는 독         | 名前のない毒     | 12.7%  |
| 제2화                                              | 2018년 1월 19일 | 죽고 싶은 자의 편지  | 死にたがりの手紙 | 13.1%  |
| 제3화                                              | 2018년 1월 26일 | 예정에 없던 증인     | 予定外の証人     | 10.6%  |
| 제4화                                              | 2018년 2월 2일  | 누구를 위하여 일하나 | 誰がために働く   | 11.4%  |
| 제5화                                              | 2018년 2월 9일  | 죽음의 복수          | 死の報復         | 9.0%   |
| 제6화                                              | 2018년 2월 16일 | 친구가 아니야        | 友達じゃない     | 10.1%  |
| 제7화                                              | 2018년 2월 23일 | 살인 유희            | 殺人遊戯         | 9.3%   |
| 제8화                                              | 2018년 3월 2일  | 머나먼 우리집        | 遥かなる我が家   | 10.5%  |
| 제9화                                              | 2018년 3월 9일  | 적의 모습            | 敵の姿           | 10.6%  |
| 제10화                                             | 2018년 3월 16일 | 여행의 끝            | 旅の終わり       | 13.3%  |
| 평균 시청률 11.1% (칸토 지구·비디오 리서치사 조사) |                 |                      |                  |        |

- 제1화 15분 연장.
- 제10화 10분 연장.

## 같이 보기
- 일본의 텔레비전 드라마 목록
- TBS 금요드라마